# Арури, Мохаммед
Мохаммед Ларби Арури (англ. Mohamed Larbi Arouri; 13 мая 1983, Тунис, Тунис) — тунисский футболист, защитник.

## Биография
Воспитанник клуба «Эсперанс». Начал профессиональную карьеру в «Ла Марсе», за клуб выступал с 1999 года по 2003 год. Затем с 2003 года по 2006 год играл за «Этуаль дю Сахель». В 2005 стал обладателем Кубка лиги Туниса, а в 2006 стал победителем Кубка Конфедерации КАФ.
В июле 2006 года перешёл в литовский «Каунас». 2 октября 2008 года дебютировал в составе команды в еврокубках, в матче квалификации Кубка УЕФА против итальянской «Сампдории» (1:2), Араури отыграл весь матч. «Каунас» по итогам двух встреч уступил «Сампдории» (1:7) и вылетел из турнира, во второй игре Арури вышел на замену. В составе «Каунаса» выиграл чемпионат Литвы в 2006 и 2007, стал обладателем Кубка Литвы 2008. Также в 2008 стал победителем Балтийской лиги. В составе «Каунаса» Арури не был основным игроком.
После выступал на родине за «Касерин» из одноимённого города, а затем за «Компьень» в любительском чемпионате Франции. В начале 2010 года подписал контракт с казахстанским «Ордабасы». В чемпионате Казахстана провёл всего 4 матча, так и не сумев закрепиться в составе.
Летом 2010 года перешёл в запорожским «Металлург» на правах свободного агента. В Премьер-лиге Украины дебютировал 25 июля 2010 года в выездном матче против львовских «Карпат» (1:0). По ходу сезона получил травму из-за которой пропустил большую часть первой половины сезона. По итогам сезона 2010/11 «Металлург» занял последнее 16 место и вылетел в Первую лигу Украины. Арури сыграл в 12 матчах, в которых получил 5 жёлтых карточек.
Летом 2011 года у него закончился контракт с клубом и он покинул его. Позже он побывал на просмотре в криворожском «Кривбассе», но в итоге на правах свободного агента контракт подписал с «Александрией». В составе команды в чемпионате дебютировал 8 июля 2011 года в выездном матче против полтавской «Ворсклы» (0:1), Арури вышел в перерыве вместо Александра Казанюка.
Зимой 2012 года Арури возвращается в шымкентский «Ордабасы». Отыграл полный матч в суперкубке Казахстана и вместе с командой завоевал золотые медали.

## Достижения
- Обладатель Кубка лиги Туниса (1): 2005
- Обладатель Кубка Конфедерации КАФ (1): 2006
- Чемпион Литвы (2): 2006, 2007
- Обладатель Кубка Литвы (1): 2008
- Победитель Балтийской лиги (1): 2008
- Обладатель Суперкубка Казахстана (1): 2012